# Euagrus gus
Euagrus gus är en spindelart som beskrevs av Coyle 1988. Euagrus gus ingår i släktet Euagrus och familjen Dipluridae. Inga underarter finns listade i Catalogue of Life.